# Wzory picia alkoholu
Alkohol etylowy z punktu widzenia toksykologii jest trucizną denaturyzującą i  każda wypita jego ilość jest ryzykowna. W większości przypadków jednorazowe spożycie nieznacznych dawek nie powoduje mierzalnych uszkodzeń biologicznych, oraz dysfunkcji  w funkcjonowaniu psychospołecznym osoby pijącej.

## Modele spożycia alkoholu
- Ryzykowne spożywanie alkoholu to wprowadzenie do organizmu nadmiernych ilości etanolu (jako spożycie jednorazowe lub jako model picia w określonym przedziale czasowy) – bez trwałych mierzalnych  konsekwencji w funkcjonowaniu psychospołecznym oraz  trwałych uszkodzeń biologicznych. Z dużym prawdopodobieństwem można oczekiwać, że się one pojawią, o ile dany model toksykacji zostanie utrzymany.
- Szkodliwe picie alkoholu to pośredni model  intoksykacji etanolem, który powoduje już mierzalne uszkodzenia biologiczne oraz psychospołeczne,  bez występowania pełnoobjawowego uzależnienie od alkoholu według kategorii nozologicznych.
- Uzależnienie od alkoholu jest etiologiczną konsekwencją szkodliwego spożywania alkoholu, w którym systematyczna intoksykacja alkoholem staje się zachowaniem mającym pierwszeństwo przed zachowaniami, które wcześniej były dla osoby pijącej ważniejsze. Osoba w tym modelu spożycia odczuwa silny nieodparty przymus intoksykacji[2].